# Gari tellinella
Gari tellinella ist eine Muschelart aus der Familie der Sandmuscheln (Psammobiidae).

## Merkmale
Das kleine, gleichklappige, abgeflachte Gehäuse wird bis etwa 26 Millimeter lang. Im Umriss ist es länglich-elliptisch, das Längen-/Breiten-Verhältnis beträgt etwa 1,8. Das Gehäuse ist etwas ungleichseitig, die Wirbel sitzen nur wenig hinter der Mittellinie (bezogen auf die Gehäuselänge).
Der nur sehr schwach gewölbte vordere Dorsalrand fällt sanft zum gerundeten Vorderende ab. Der etwas kürzere hintere Dorsalrand ist ebenfalls nur schwach gewölbt und fällt etwas steiler zum durch einen stumpfen Winkel abgesetzten Hinterende ab. Das Hinterende ist dadurch fast etwas schräg abgestutzt. Das Gehäuse klafft am Hinterende, die Öffnung ist aber sehr klein. Das dunkelbraune Ligament sitzt außen und erstreckt sich vom Wirbel nur über eine kurze Distanz des hinteren Dorsalrandes. Das Schloss der beiden Klappen weist je zwei Kardinalzähnen, Lateralzähne fehlen. In der linken Klappe ist der vordere Kardinalzahn groß und gespalten bzw. zweispitzig, der hintere Kardinalzahn dagegen dünn und lamellenähnlich. In der rechten Klappe ist der vordere Kardinalzahn größer als der hintere Kardinalzahn, beide sind aber gespalten und zweispitzig. Die Mantellinie ist tief eingebuchtet, die U-förmige Bucht reicht bis unter die Wirbel. Die Linie der Mantelbucht fällt am unteren Rand über den größten Teil der Länge mit dem Mantelrand zusammen. Die zwei Schließmuskeln hinterlassen deutliche Narben in der Schale.
Die Schale ist dünn und durchscheinend, aber festwandig. Die Oberfläche weist feine konzentrische Wülste und Gruben sowie sehr feine radiale Linien auf. Der Jahreszuwachs ist durch tiefere Gruben und sehr enge Anwachsstreifen sowie oft auch durch Farbbänder gut gekennzeichnet. Der Gehäuseinnenrand ist glatt. Die Farbe der Schale (Außenseite) ist variabel, von gelblich-weiß, orange, pink, kastanienbraun oder matt rot. angeordnet in kontrastierenden Bändern, oft noch mit Strahlen von Rot und Kastanienbraun. Die Innenseite ist glänzend weiß, gelblich, orange oder rötlich-braun. Das Periostracum ist dünn und seidig glänzend.
Der Weichkörper des Tieres ist weißlich, der Mantelrand weist zahnähnliche Fransen auf. Die Tiere besitzen einen großen Fuß und zwei sehr lange, voneinander getrennte Siphonen. Der obere Ausströmsipho besitzt feine weiße Linien auf der Außenseite.

## Geographische Verbreitung und Lebensraum
Das Verbreitungsgebiet der Art reicht von Island und Norwegen im Norden bis nach Marokko und das Mittelmeer im Süden.
Die Tiere leben eingegraben bzw. grabend in grobem Sand und sandigen Kies von der Niedrigwasserlinie bis in etwa 60 Meter Wassertiefe, ausnahmsweise auch bis 460 Meter.

## Taxonomie
Das Taxon wurde 1818 von Jean-Baptiste de Lamarck als Psammobia tellinella zum ersten Mal beschrieben. Sie wird allgemein akzeptiert zur Gattung Gari Schumacher, 1817 gestellt.

## Belege

### Online
- Marine Bivalve Shells of the British Isles: Gari tellinella (Lamarck, 1818) (Website des National Museum Wales, Department of Natural Sciences, Cardiff)
- Marine Species Identification Portal: Gari tellinella (Lamarck, 1818)